# Analytical Society
L'Analytical Society (renommée en 1819 « Cambridge Philosophical Society ») est une société savante formée par un groupe de scientifiques britanniques qui, au début du XIXe siècle, se rassemblent pour promouvoir l'utilisation en Grande-Bretagne du calcul infinitésimal proposé par Leibniz en opposition avec la méthode des fluxions de Newton. La méthode de Newton est utilisée à cette époque en Grande-Bretagne, plus pour des raisons politiques que pratiques ; elle est moins flexible et utilisable que celle de Leibniz qui est utilisé par le reste de l'Europe.
La société est fondée en 1812 un dimanche matin durant un déjeuner. Ses membres sont d'abord composés d'un groupe d'étudiants de Robert Woodhouse de Cambridge. Woodhouse publie dès 1803 des articles montrant les avantages de la méthode de Leibniz mais ils sont difficiles à comprendre et n'atteignent pas leur but. Les autres membres incluent Charles Babbage, sir John Herschel et George Peacock et la société attire rapidement de nouveaux membres, principalement des étudiants.
La société n'entre pas en action avant 1816, lorsqu'un traité français de calcul infinitésimal est traduit et distribué. Il est suivi l'année suivante par l'introduction par Peacock des notations de Leibniz dans certains examens.
Le traité et les notations qu'il introduit n'attirent que peu de critiques avant celle de D. M. Peacock en 1819. Toutefois la réforme est encouragée par des membres plus jeunes de l'université de Cambridge. George Peacock encourage avec succès son collègue Richard Gwatkin du St John's College à adopter la nouvelle notation.
L'utilisation de cette notation s'étend après 1820, William Whewell un influent protagoniste de Cambridge l'utilise et, à partir de 1821, son usage est bien établi.
Forte de son succès, la société publie deux volumes d'exemples illustrant la nouvelle méthode. L'un est écrit par George Peacock et porte sur le calcul différentiel et intégral et l'autre, par Herschel, sur le calcul des différences finies. Ils sont rejoints par Whewell qui publie en 1819 ce qui deviendra une référence sur les sujets : An Elementary Treatise on Mechanics en utilisant les notations de Leibniz.
Sir John Ainz, un élève de George Peacock, publie un article remarqué en 1826 montrant comment appliquer la nouvelle méthode à des problèmes physiques divers.
Ces activités ne passent pas inaperçues dans les autres universités britanniques, qui ne tarderont pas à suivre l'exemple de Cambridge. Vers 1830 cette notation est plus utilisée que celle de Newton et révèle rapidement ses applications pratiques, par exemple dans l'expression des équations de Maxwell.
En 1832 la société qui a été renommée en 1819 « Cambridge Philosophical Society » est incorporée officiellement à l'université. Elle existe encore sous ce nom de nos jours.